# 保土ケ谷区
保土ケ谷区（ほどがやく）は、横浜市を構成する18行政区のうちの一つである。

## 地理

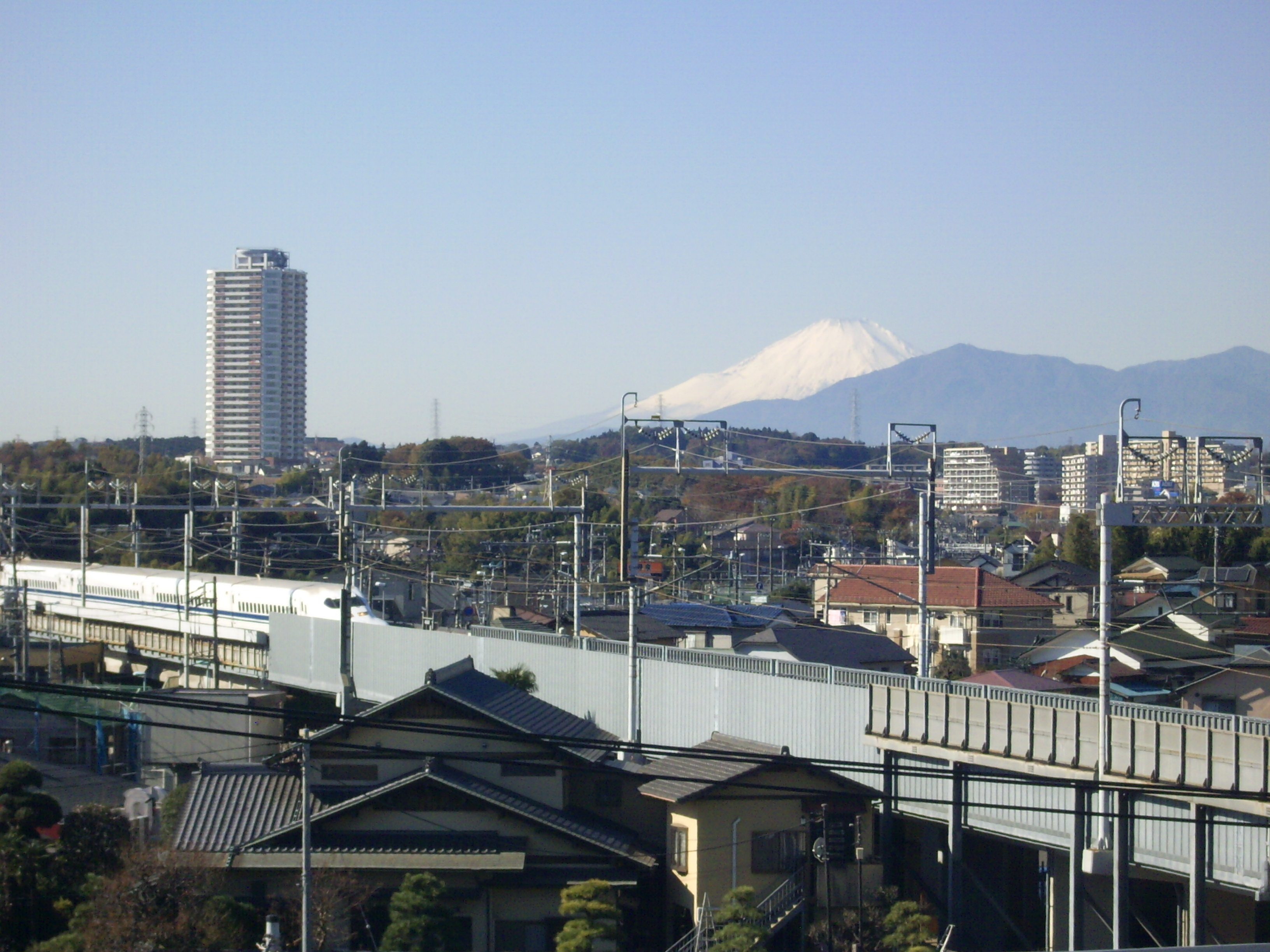
東海道新幹線と西谷町の住宅地

横浜市の中央部にあり、関東ローム層からなる多摩丘陵の南東の端にあたる。東西に5.80km、南北に7.40kmある。関東平野にありながら起伏に富み、最高地は今井町の海抜97.0mである。
江戸時代には東海道の宿場町である保土ヶ谷宿が置かれていた。
- 河川：帷子川、今井川

## 歴史
- 帷子川・大岡川両岸の台地に、縄文時代中期以降の遺跡が発見されている。
- 瀬戸ケ谷から保土ケ谷駅一帯まで大規模な飛鳥時代の古代遺跡があったが、開発のため消滅した。
- 律令制の元で、武蔵国橘樹郡と都筑郡に属し、江戸時代まで続く。
- 鎌倉時代、当地を支配していた畠山重忠一族の榛谷重朝（はんがやしげとも）が、所領を伊勢神宮に寄進して土地管理を委ねられていた。この伊勢神宮の荘園は榛谷御厨（はんがやみくりや）と呼ばれ、「はんがや」が「ほどがや」へ転訛したという説がある（榛谷氏を参照）。
- かつては程ヶ谷のほか、程谷、ほどが谷、などとも書いた。

- 戦国時代には台頭した北条早雲の支配下となり、小机城主・北条氏尭が治めていた。

### 年表
- 1601年（慶長6年）徳川家康が定めた東海道の駅制により東海道五十三次保土ヶ谷宿が成立し、江戸時代は宿場町として発展した。

明治以降
- 1887年（明治20年）東海道本線が国府津まで延伸、程ヶ谷駅（現：保土ケ谷駅）が開業。
- 1911年（明治44年）帷子川沿い（天王町 - 星川）へ工場進出が始まる。特に富士紡績保土ヶ谷工場は現在の区役所周辺に立地し、当区の歴史に足跡を残した。併せて桜ケ丘が宅地開発される。
- 1916年（大正5年）西谷浄水場完成。
- 1917年（大正6年）横浜電気鉄道（横浜市電）が保土ケ谷駅まで延伸。
- 1923年（大正12年）関東大震災で被災。
- 1926年（大正15年）神中鉄道（現：相模鉄道）が順次延伸、西谷駅と上星川駅が開業。
- 1927年（昭和2年）北程ヶ谷駅（現：星川駅）が開業。
- 1930年（昭和5年）天王町駅が開業。
- 1945年（昭和20年）横浜大空襲で、特に工場群が甚大な被害にあう。以降、公害問題もあり工場撤退が相次ぐ。
- 1952年（昭和27年）和田町駅が開業。
- 1959年（昭和34年）横浜新道開通。
- 1969年（昭和44年）保土ケ谷区役所が現在地に新築移転。
- 1970年（昭和45年）市電廃止。
- 1974年（昭和49年）保土ケ谷バイパス全通。
- 1981年（昭和56年）保土ケ谷駅新駅舎竣工。
- 1982年（昭和57年）保土ケ谷図書館、保土ケ谷公会堂が現在地（星川町）に新築移転。 保土ケ谷駅東口バスターミナル供用開始
- 1985年（昭和60年）帷子川沿いの工場は全て撤退。跡地は総合スーパーやオフィス街になる。
- 2018年（平成30年）相鉄線星川駅周辺が高架となる。

### 区域の変遷
- 1873年5月1日 区番組制により、橘樹郡保土ヶ谷宿・藤江新田・和田村・下星川村・仏向村・坂本村は第3区2番組に、都筑郡川島村・上星川村・新井村・上菅田村は第6区1番組に、今井村が第6区2番組にそれぞれ編入される。
- 1874年6月14日  大区小区制により、橘樹郡岩間町・保土ケ谷町・神戸町・帷子町・下星川村・和田村・坂本村・仏向村は第2大区1小区に、上星川村・川島村・上菅田村・新井新田は第7大区1小区に、今井村は第7大区2小区にそれぞれ編入される。
- 1878年12月1日 郡区町村編制法により、大区小区を廃して橘樹郡、都筑郡並びに町村を復活。
- 1889年4月1日 町村制施行の際、以下の各町村が成立。
  - 保土ヶ谷宿を構成した橘樹郡保土ケ谷町・上岩間町・下岩間町・上神戸町・下神戸町・帷子町・帷子田町・帷子上町並びに岡野新田を合併して保土ケ谷町が成立。
  - 橘樹郡坂本村・仏向村が合併して矢崎村が成立。
  - 橘樹郡和田村・下星川村が合併して宮川村が成立。
  - 都筑郡川島村・上星川村が合併して西谷村が成立。
  - 都筑郡上菅田村・新井新田が中山村・十日市場村・榎下村・久保村・寺山村・台村・上猿山村・下猿山村・鴨居村・本郷村と合併して新治村が成立。
  - 都筑郡今井村が二俣川村・三反田村・小高新田・市野沢村と合併して二俣川村が成立。
- 1909年 保土ケ谷町、矢崎村と宮川村を合併。
- 1901年 保土ケ谷町のうち、岡野新田の全域及び下岩間の一部が横浜市に編入される（現在の西区）。
- 1911年 保土ケ谷町のうち、下岩間の残り大部分が横浜市に編入される。
- 1927年4月1日 保土ケ谷町の残部と西谷村が横浜市に編入される。
- 1927年10月1日 保土ケ谷区成立。同年4月に編入した地域を区域とする。
- 1939年4月1日 都筑郡都岡村と二俣川村を編入（新治村は港北区に編入）。
- 1943年12月1日 中区より西久保町を編入。
- 1969年10月1日 旧都岡村及び今井町を除く旧二俣川村、並びに川島町の西半分（現在の西川島町を含む）が旭区に、残部を（新）保土ケ谷区とする。港北区から上菅田町・新井町を編入。

### 区名の由来
地域に神社の所領として置かれた荘園の一種である「榛谷御厨（はんがやのみくりや）」から転訛したという説や、凹地などの窪んだ所という意味の古語である「ホト」のような谷という説など複数ある。「保土ヶ谷区」の表記もよく用いられるが、「区の設置並びに区の事務所の位置、名称及び所管区域を定める条例」では保土ケ谷区と定められている。

## 人口
- 1930年　 41,557
- 1935年　 47,642
- 1940年　 63,981
- 1945年　 58,025
- 1947年　 64,778
- 1950年　 74,156
- 1955年　 96,822
- 1960年　143,804
- 1965年　223,038
- 1970年　166,766
- 1975年　177,092
- 1980年　179,860
- 1985年　184,013
- 1990年　195,795
- 1995年　197,435
- 2000年　201,642
- 2005年　204,266
- 2010年　206,634
- 2015年　205,493

## 町名
保土ケ谷区内では、一部の区域で住居表示に関する法律に基づく住居表示が実施されている。住居表示実施前及び町区域設定前の町名等欄で下線がある町名はその全部、それ以外はその一部であり、その町名の末尾に数字がある場合には丁目を表す。また、字区域の一種である字丁目をもつ町区域は、町名欄に示している。
| 町名           | 町名の読み           | 町区域設定年月日 | 住居表示実施年月日 | 住居表示実施前の町名など               | 町区域設定前の町名など                     |
| -------------- | -------------------- | ---------------- | ------------------ | -------------------------------------- | ------------------------------------------ |
| 岩井町         | いわいちょう         | 1940年11月1日    | 未実施             |                                        |                                            |
| 瀬戸ケ谷町     | せとがやちょう       | 1940年11月1日    | 未実施             |                                        |                                            |
| 保土ケ谷町     | ほどがやちょう       | 1940年11月1日    | 未実施             |                                        |                                            |
| 狩場町         | かりばちょう         | 1940年11月1日    | 未実施             |                                        |                                            |
| 権太坂一丁目   | ごんたざか           | 1981年7月13日    | 1981年7月13日      | 権太坂、狩場町、保土ケ谷町             | （同左）                                   |
| 権太坂二丁目   | ごんたざか           | 1981年7月13日    | 1981年7月13日      | 権太坂、狩場町                         | （同左）                                   |
| 権太坂三丁目   | ごんたざか           | 1981年7月13日    | 1981年7月13日      | 権太坂、狩場町、南区六ツ川3            | （同左）                                   |
| 境木町         | さかいぎちょう       | 1940年11月1日    | 未実施             |                                        |                                            |
| 境木本町       | さかいぎほんちょう   | 1981年7月13日    | 1981年7月13日      | 境木町、権太坂                         | （同左）                                   |
| 今井町         | いまいちょう         | 1939年4月1日     | 未実施             |                                        |                                            |
| 法泉一丁目     | ほうせん             | 1981年7月13日    | 1981年7月13日      | 法泉町、権太坂、初音ケ丘、藤塚町       | （同左）                                   |
| 法泉二丁目     | ほうせん             | 1981年7月13日    | 1981年7月13日      | 法泉町、藤塚町                         | （同左）                                   |
| 法泉三丁目     | ほうせん             | 1981年7月13日    | 1981年7月13日      | 法泉町、権太坂                         | （同左）                                   |
| 藤塚町         | ふじつかちょう       | 1940年11月1日    | 1998年10月19日     | 藤塚町                                 |                                            |
| 初音ケ丘       | はつねがおか         | 1940年11月1日    | 1993年10月18日     | 初音ケ丘、岩崎町                       |                                            |
| 花見台         | はなみだい           | 1940年11月1日    | 1993年10月18日     | 花見台、初音ケ丘、仏向町               |                                            |
| 岩崎町         | いわさきちょう       | 1940年11月1日    | 1993年10月18日     | 岩崎町、初音ケ丘                       |                                            |
| 霞台           | かすみだい           | 1940年11月1日    | 1992年10月19日     | 霞台、月見台                           |                                            |
| 桜ケ丘一丁目   | さくらがおか         | 1992年10月19日   | 1992年10月19日     | 桜ケ丘、霞台、神戸町、月見台           | （同左）                                   |
| 桜ケ丘二丁目   | さくらがおか         | 1992年10月19日   | 1992年10月19日     | 桜ケ丘、霞台                           | （同左）                                   |
| 月見台         | つきみだい           | 1940年11月1日    | 1992年10月19日     | 月見台、神戸町                         |                                            |
| 帷子町         | かたびらちょう       | 1940年11月1日    | 未実施             |                                        |                                            |
| 西久保町       | にしくぼちょう       | 1935年7月1日     | 未実施             |                                        |                                            |
| 岩間町         | いわまちょう         | 1940年11月1日    | 未実施             |                                        |                                            |
| 神戸町         | ごうどちょう         | 1940年11月1日    | 未実施             |                                        |                                            |
| 星川一丁目     | ほしかわ             | 1976年11月29日   | 1976年11月29日     | 星川町、明神台、川辺町、神戸町、桜ケ丘 | （同左）                                   |
| 星川二丁目     | ほしかわ             | 1976年11月29日   | 1976年11月29日     | 星川町、明神台                         | （同左）                                   |
| 星川三丁目     | ほしかわ             | 1976年11月29日   | 1976年11月29日     | 星川町、明神台、花見台                 | （同左）                                   |
| 明神台         | みょうじんだい       | 1940年11月1日    | 1976年11月29日     | 明神台、星川町                         |                                            |
| 川辺町         | かわべちょう         | 1940年11月1日    | 未実施             |                                        |                                            |
| 天王町         | てんのうちょう       | 1940年11月1日    | 未実施             |                                        |                                            |
| 宮田町         | みやたちょう         | 1940年11月1日    | 未実施             |                                        |                                            |
| 鎌谷町         | かまやちょう         | 1940年11月1日    | 未実施             |                                        |                                            |
| 峰沢町         | みねざわちょう       | 1940年11月1日    | 未実施             |                                        |                                            |
| 岡沢町         | おかざわちょう       | 1940年11月1日    | 未実施             |                                        |                                            |
| 峰岡町         | みねおかちょう       | 1940年11月1日    | 未実施             |                                        |                                            |
| 和田一丁目     | わだ                 | 1976年11月29日   | 1976年11月29日     | 和田町、釜台町、川辺町、仏向町、星川町 | （同左）                                   |
| 和田二丁目     | わだ                 | 1976年11月29日   | 1976年11月29日     | 和田町、釜台町、峰岡町                 | （同左）                                   |
| 常盤台         | ときわだい           | 1940年11月1日    | 1996年10月21日     | 常盤台、岡沢町、釜台町、峰沢町         |                                            |
| 釜台町         | かまだいちょう       | 1940年11月1日    | 1996年10月21日     | 釜台町、坂本町、常盤台、仏向町         |                                            |
| 仏向町         | ぶっこうちょう       | 1927年4月1日     | 未実施             |                                        |                                            |
| 坂本町         | さかもとちょう       | 1927年4月1日     | 未実施             |                                        |                                            |
| 上星川一丁目   | かみほしかわ         | 2001年10月22日   | 2001年10月22日     | 上星川町                               | （同左）                                   |
| 上星川二丁目   | かみほしかわ         | 2001年10月22日   | 2001年10月22日     | 上星川町、東川島町                     | （同左）                                   |
| 上星川三丁目   | かみほしかわ         | 2001年10月22日   | 2001年10月22日     | 上星川町、川島町                       | （同左）                                   |
| 西谷町         | にしやまち           | 1960年4月1日     | 未実施             |                                        | 上星川町字大六天通・字山王通、川島町字北原 |
| 川島町         | かわしまちょう       | 1927年4月1日     | 未実施             |                                        |                                            |
| 東川島町       | ひがしかわしまちょう | 1968年12月1日    | 未実施             |                                        |                                            |
| 新井町         | あらいちょう         | 1939年4月1日     | 未実施             |                                        |                                            |
| 上菅田町       | かみすげだちょう     | 1939年4月1日     | 未実施             |                                        |                                            |
| 新桜ケ丘一丁目 | しんさくらがおか     | 1998年10月19日   | 1998年10月19日     | 今井町、藤塚町                         | （同左）                                   |
| 新桜ケ丘二丁目 | しんさくらがおか     | 1998年10月19日   | 1998年10月19日     | 今井町、藤塚町、旭区市沢町             | （同左）                                   |
| 仏向西         | ぶっこうにし         | 2010年12月6日    | 2010年12月6日      | 仏向町                                 | （同左）                                   |
| 西谷一丁目     | にしや               | 2020年10月19日   | 2020年10月19日     | 西谷町                                 | （同左）                                   |
| 西谷二丁目     | にしや               | 2020年10月19日   | 2020年10月19日     | 西谷町                                 | （同左）                                   |
| 西谷三丁目     | にしや               | 2020年10月19日   | 2020年10月19日     | 西谷町                                 | （同左）                                   |
| 西谷四丁目     | にしや               | 2020年10月19日   | 2020年10月19日     | 西谷町、川島町                         | （同左）                                   |

1. 1 2 3 4 5 6 7 8 9 10 11 12 13 14 15 16 17 18 19 20 21 22 23 24  昭和15年横浜市告示第164号による町界町名字界字名変更改称実施区域。
2. ↑  昭和10年横浜市告示第70号による町界町名字界字名変更改称実施区域。
3. ↑  旭区に属する部分を除く。

## 地域

### 住宅団地
- 県営笹山団地・神奈川県住宅供給公社笹山団地（上菅田町）
- 仏向町団地（仏向町、賃貸528 1961年 建て替え工事中 全面建替）
- 仏向町第二団地（仏向町）
- くぬぎ台団地（川島町）
- 明神台団地（明神台、店 賃貸1156 1959年）
- 市営住宅 コンフォール明神台
- 市営住宅 ヒルズ峰岡
- 市営住宅 初音が丘
- 市営住宅 権太坂スクエア
- 市営住宅 ニューパース権太坂
- 市営住宅 川辺町第2
- 市営住宅 川辺町
- 市営住宅 西原グリーンハイツ
- 市営住宅 霞台グリーンハイツ
- 市営住宅 岩崎町
- 市営住宅 桜ヶ丘グリーンハイツ
- 県営花見台団地（花見台）
- 県営ハイム向台（川島町651外）
- 県営西原団地（川島町1472外）
- 県営南原団地（川島町）
- 県営千丸台団地（新井町340外）
- 県営桜台ハイツ（峰沢町）
- 住友化学社宅

### 健康
- 平均年齢 47.83歳（2023年1月1日）[3]
- 老年人口比率 27.0%（2023年1月1日）[3]

- 主な医療機関
  - 地域医療機能推進機構横浜保土ケ谷中央病院

## 行政
- 区長：神部 浩（じんぶ ひろし）（2023年〈令和５年〉４月１日 - ）

- 区役所、保土ケ谷消防署、保土ケ谷警察署、図書館など区の行政施設は、ほとんどが相模鉄道星川駅周辺に集中している。
- 保土ケ谷消防署は2020年に川辺町から神戸町に移転された。跡地に横浜市消防局消防本部庁舎を新築する計画で2023年度に完成予定。既設の指令センター棟及び別棟と合わせて2024年度には運用開始し、現在、中消防署本牧和田消防出張所などへ仮移転している横浜市消防局特別高度救助部隊（よこはまししょうぼうきょくとくべつこうどきゅうじょぶたい、スーパーレンジャー、通称SR）も再配置される予定。

- 2008年にはブルガリア共和国ソフィア市との間で「文化・教育・スポーツ等パートナー都市協定」が締結された。

国の行政機関
- 保土ケ谷簡易裁判所（通称・交通裁判所）
- 防衛省陸上自衛隊横浜駐屯地（中央輸送隊）

## 経済

### 産業
主な産業
- 農業（キャベツ、ジャガイモ）

ジャガイモ（保土ケ谷いも）は、江戸時代末期に甲州より持ち込まれた「瓜蛙薯(じゃがたらいも)」が当地で改良されて生産が盛んになり、良質な種芋として北海道をはじめとする全国へ保土ケ谷駅から出荷されていた。
区内の大半が住宅街のため、スーパーなどの商業店舗は多い。
主な企業
- 野村総合研究所 横浜開発センター（神戸町）
- 古河電池 本社（星川町）
- ハングリータイガー　本部事務所（仏向町）
- パイオラックス　旧本社（岩井町。現在は西区に移転）、横浜テクニカルセンター（狩場町）

かつて存在した企業
かつては大手企業の大規模工場が複数存在したが、2006年現在全てが閉鎖・移転済みであり、跡地はオフィスビル、商業施設、大規模団地や公園になっている。
- 富士瓦斯紡績 保土ヶ谷工場（川辺町）
- 日本硝子 横浜工場（神戸町）[注 1]
- 東洋電機製造 横浜工場（西久保町）
- 日本カーリット 保土ヶ谷工場（仏向町）[注 2]
- 東京大学工学部火薬研究所（仏向町）
- 保土谷化学工業 保土ヶ谷工場（帷子町）
- 古河電池 横浜工場（星川町、現在は星川駅前の一区画に本社ビルがある）
- ソニー 中央研究所（新桜ヶ丘）
- 栗田工業 横浜研究所（仏向町）
- 日本精糖 横浜工場（川辺町）
- 日本金属工業 横浜工場（西久保町）[注 3]

## 教育

### 大学
- 横浜国立大学（常盤台キャンパス）

### 高等学校
- 神奈川県立商工高等学校
- 神奈川県立保土ケ谷高等学校
- 神奈川県立光陵高等学校
- 横浜市立桜丘高等学校
- 横浜清風高等学校

### 中学校
- 横浜市立新井中学校
- 横浜市立岩井原中学校（西区にも校区がある）
- 横浜市立岩崎中学校
- 横浜市立上菅田中学校
- 横浜市立橘中学校
- 横浜市立西谷中学校
- 横浜市立保土ケ谷中学校
- 横浜市立宮田中学校

### 小学校
- 横浜市立新井小学校
  - 横浜市立新井小学校桜坂分校
- 横浜市立今井小学校
- 横浜市立岩崎小学校
- 横浜市立帷子小学校
- 横浜市立上菅田笹の丘小学校
- 横浜市立上星川小学校
- 横浜市立川島小学校
- 横浜市立権太坂小学校
- 横浜市立坂本小学校
- 横浜市立桜台小学校
- 横浜市立瀬戸ケ谷小学校
- 横浜市立常盤台小学校
- 横浜市立初音が丘小学校
- 横浜市立藤塚小学校
- 横浜市立富士見台小学校
- 横浜市立仏向小学校
- 横浜市立星川小学校
- 横浜市立保土ケ谷小学校
- 横浜市立峯小学校

### 特別支援学校
- 横浜市立ろう特別支援学校
- 横浜市立上菅田特別支援学校
- 神奈川県立保土ケ谷支援学校

## 寺社
- 妙秀山樹源寺 - 保土ケ谷町三丁目。日蓮宗。
- 西方山安樹院大仙寺（神戸山惣持院神宮寺） - 霞台。東国八十八ヵ所霊場第28番札所。高野山真言宗[5]。
- 瀬戸ヶ谷八幡社 - 瀬戸ケ谷町
- 福聚寺（無量山福聚禪寺） - 岩井町。臨済宗建長寺派[6]。
- 羯摩山密藏院圓福寺 - 西久保町。横浜三十三観世音霊場第11番札所、東国八十八ヵ所霊場第29番札所。東国八十八ヵ所霊場第30番札所。高野山真言宗。
- 金巖山櫻壽院安楽寺 - 西久保町。高野山真言宗。
- 橘樹神社 - 前身は牛頭天王社で、天王町の由来。
- 醫王山延壽院遍照寺 - 月見台。東国八十八ヵ所霊場第27番札所。高野山真言宗。
- 妙榮山大蓮寺 - 神戸町。日蓮宗。
- 神戸山天德禪院 - 神戸町。曹洞宗。
- 神戸神明社
- 大譽山珂山院見光寺 - 岩間町。浄土宗。
- 普賢山香象院 - 岩間町。東国八十八ヵ所霊場第26番札所。高野山真言宗。
- 光榮山法性寺 - 星川（下星川村）。日蓮宗。
- 星川杉山神社
- 大聖山真福寺 - 和田。関東三十六不動第4番札所、武相不動尊霊場第15番札所。高野山真言宗。
- 薬王山東光寺 - 上星川。曹洞宗。
- 上星川杉山社
- 川島杉山神社
- 星川山妙福寺 - 西谷。日蓮宗。
- 子神社 - 今井町

## 交通

### 鉄道
東日本旅客鉄道（JR東日本）
 横須賀線・ 湘南新宿ライン
- - 保土ケ谷駅 -

相模鉄道（相鉄）
 相鉄本線
- - 天王町駅 - 星川駅 -  和田町駅 - 上星川駅 - 西谷駅 -

保土ケ谷区役所は星川駅が最寄り
 相鉄新横浜線
- 西谷駅 -

東海道貨物線が横浜羽沢駅（神奈川区） - 東戸塚駅（戸塚区）間で当区を通過しており、相鉄上星川駅の西側を跨いでいる。

### 路線バス
- 横浜市交通局（横浜市営バス）
  - 保土ケ谷営業所
- 相鉄バス
  - 横浜営業所
- 神奈川中央交通

### 道路
高速道路
- E83 第三京浜・首都高速神奈川2号三ツ沢線
  - - 保土ヶ谷IC
- 首都高速神奈川3号狩場線
  - 狩場IC -
- 国道1号横浜新道
  - 保土ヶ谷有料道路起点 - 常盤台IC - 峰岡IC - 星川IC - 藤塚IC - 新保土ヶ谷IC - 今井IC -
- 国道16号横浜新道 -
  - 新保土ヶ谷IC - 狩場IC -
- 保土ヶ谷バイパス
  - 新保土ヶ谷IC - 新桜ヶ丘IC -

国道
- 国道466号（第三京浜）
- 国道1号（横浜新道）
- 国道16号（保土ヶ谷バイパス）

県道
- 神奈川県道109号青砥上星川線
- 神奈川県道201号保土ヶ谷停車場線

市道
- 横浜市道環状1号
- 横浜市道環状2号

## 観光
名所・旧跡
- 神奈川県立保土ケ谷公園
  - 神奈川県立保土ケ谷公園硬式野球場
- 横浜市児童遊園地
- 横浜カントリークラブ
- 陣ヶ下渓谷
- たちばなの丘公園
- 権太坂
- 境木地蔵尊（武相国境モニュメント）
  - 境木ふれあい樹林
- 神明社
- 旧帷子橋
- 金沢横町道標四基
- 保土ヶ谷宿本陣跡
- 政子の井戸
- 北向地蔵
- 英連邦戦死者墓地

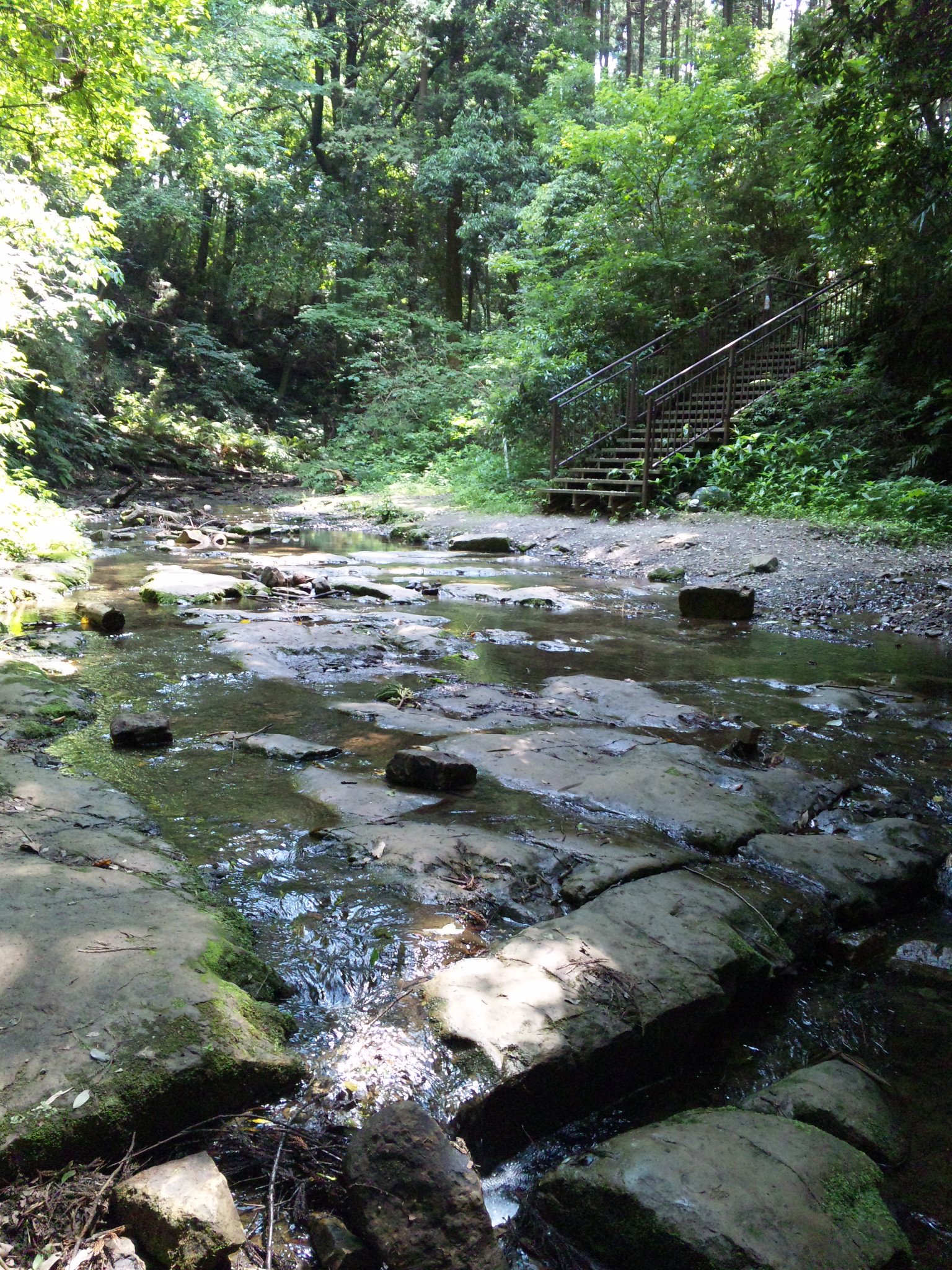
陣ヶ下渓谷

- 清水谷戸トンネル - 現役日本最古の鉄道トンネル 保土ケ谷区と戸塚区の区界にある。

祭事・催事
- 保土ヶ谷宿場祭り

## 著名な出身者
- 原節子（女優）
- ピーコ（ファッション評論家）
- おすぎ（映画評論家）
- 石塚英彦（タレント、ホンジャマカ）
- 石井正則（アリtoキリギリス）
- 細木美和（ワンギャル）
- 三橋加奈子（声優、女優）
- 岩堀せり（モデル）
- 大橋秀行（ボクサー）
- 小池正晃（元横浜DeNAベイスターズ外野手）
- 森野将彦（元中日ドラゴンズ内野手）
- 八木智哉（元北海道日本ハムファイターズ投手）
- 福永奨（オリックス・バファローズ捕手）
- 古謝樹（東北楽天ゴールデンイーグルス投手）
- バラモン兄弟（バラモン・シュウ＆バラモン・ケイ、プロレスラー）
- 水谷修（夜回り先生）
- 楽しんご（芸人）
- 寺尾聰（俳優・シンガーソングライター）
- 山本博（アーチェリー選手）
- 山崎まさや（お笑い芸人、元ジョーダンズ）
- 佐野浅夫（俳優）
- 足立直義（生物写真家）
- 小松成美（ノンフィクション作家）
- 剛力彩芽（女優）
- 青柳勝（AV男優）
- 松島正一（ミュージシャン、コダマセントラルステーション）
- 山口順（モルック選手）
- ふじきみつ彦（劇作家、脚本家、作詞家、俳優）

## 区の歌
平成19年（2007年）の区制80周年を記念して平成18年（2006年）に作詞を募集した。最優秀賞に選ばれたのは次の2作。
- 「わがまち 保土ケ谷」 貝原萌奈実（当時 横浜市立桜丘高等学校2年）
- 「やさしい心 やさしい町」 篠崎史代

作曲は岡島雅興（作曲家、フェリス女学院大学音楽芸術学科教授）が担当する。
この新しい「保土ケ谷区の歌」は区制80周年記念式典にて区民の合唱とオーケストラにより披露される。